# Antoinette Des Houlières
Antoinette de Lafon de Boisguérin des Houlières ou Deshoulières, née Antoinette du Ligier de la Garde le 1er janvier 1638 à Paris et morte le 17 février 1694 dans la même ville, est une femme de lettres française et membre de l’Académie des Ricovrati, elle fréquente le salon de Mademoiselle de Scudéry.
Elle est surnommée la « Dixième Muse » par ses contemporains. Non éligible à l'époque à l'Académie française (en tant que femme), une de ses œuvres y est lue en séance.

## Biographie

### Lignée
Antoinette du Ligier de la Garde naquit à Paris en 1633 ou en 1638, fille de Melchior du Ligier, seigneur de la Garde, Chevalier de l'ordre du roi et de Claude ou Claudine Gaultier.
Quoi qu'il en soit sur l'exactitude de son année de naissance, elle a bien été baptisée le 2 janvier 1638 en l'église saint Germain l'Auxerrois de Paris comme le prouvent les recherches effectuées en ce sens par Antonin Fabre dans son ouvrage paru en 1871 consacré entièrement à la correspondance de Madame Deshoulières et de sa fille Antoinette Thérèse avec Fléchier. Lors de son baptême en 1638, elle eut pour parrain Maistre Pierre Poncet, conseiller à la cour des aides et pour marraine Anthoinette Ribier, femme de Messire Benigne Blondeau Bourdin conseiller du Roy.
Son père jouissait d'une fortune assez considérable et avait été d'abord maître d'hôtel de la reine Marie de Médicis puis attaché en la même qualité, à la reine Anne d'Autriche (1601-1666). Sa mère était la nièce de Benoit Milon, seigneur de Wideville, orthographié parfois Videville (voir le château de Wideville), premier Intendant des finances sous le règne de Henri III et président de la Chambre des comptes à Paris.

### Mariage
Belle et instruite, Antoinette du Ligier de la Garde sait le latin, l'espagnol et l'italien. Elle épouse en 1651 Guillaume de Lafon de Boisguérin, seigneur des Houlières, officier distingué, ancien maître d'hôtel du roi, devenu lieutenant-colonel. Ayant suivi la fortune du Grand Condé et mourant en 1693, il la laisse ruinée. Tous les biens de son mari avaient été saisis lors de leur long séjour en Belgique.
Le couple fut présenté (entre les années 1654-1661) au jeune roi Louis XIV de France, à la reine mère Anne d'Autriche et au cardinal Mazarin par Michel Le Tellier, alors secrétaire d'État de la Guerre puis chancelier de France.
Madame Deshoulières et son mari venaient d'accepter d'abandonner le parti du prince de Condé et de profiter de l'amnistie que le roi accordait à ceux qui voulaient revenir d'exil. Monsieur Deshoulières fut ensuite nommé maréchal de bataille et gouverneur de la ville de Sète dans le Languedoc.

## Carrière

### Salonnière
Depuis 1657, elle fréquentait les salons littéraires du Marais et menait l'existence d'une femme libre. Elle rencontre Madeleine de Scudéry et Madame de Sévigné. Ses premiers poèmes datent de 1672.
Elle était liée à Pierre et Thomas Corneille, à Esprit Fléchier, Jules Mascaron, Paul Pellisson, etc. Ses contemporains la surnommèrent la « Dixième Muse », la Calliope française. Antoinette Deshoulières s'essaya dans presque tous les genres, depuis la chanson jusqu'à la tragédie ; mais elle réussit surtout dans l'idylle et l'églogue.
Elle prend le parti de Pradon contre Racine en 1677 lors de la cabale contre Phèdre. Louis Racine lui attribue la paternité du sonnet qui déclencha l'affaire des sonnets.

### Académicienne
Élue à l'Académie des Ricovrati en 1684 et à l'Académie d'Arles en 1689, elle est non éligible, à l'époque, à l'Académie française (en tant que femme), mais une de ses œuvres y est lue en séance.
Elle est également la mère d'une autre femme de lettres, Antoinette-Thérèse Des Houlières (1659-1718), connue sous le nom de Mademoiselle Des Houlières, elle aussi membre de l'Académie des Ricovrati.
On a surtout admiré son Idylle des moutons, touchante allégorie où elle déplore en beaux vers le sort de ses enfants qui avaient perdu leur père. Elle l'avait écrite afin d'obtenir une rente du roi.

### Fin de vie
Elle meurt d'un cancer du sein en 1694. Sa fille disparaitra en 1718 de la même maladie.
Antoinette Deshoulières est inhumée le 19 février 1694 en l'église Saint-Roch à Paris. Sa fille Antoinette-Thérèse, morte le 8 août 1718, plus connue sous le nom de Mademoiselle Deshoulières, également femme de lettres, sera inhumée aux côtés de sa mère, dans cette même église.

## Hommages
- Le Grand Chalet de Rossinière où vécut le peintre Balthus, est décoré de textes sur la façade, composés en partie d'extraits de ses poèmes (1756).
- En 1834 Jean-Pierre Vibert a créé la rose (rosa gallica) Deshoulières[5].
- En 2001, Jean-Louis Murat, sur des arrangements de Daniel Meier et avec la voix d'Isabelle Huppert lui rend hommage en faisant revivre, sur un CD, son esprit à travers quelques textes et une musique d'inspiration baroque.

## Œuvres

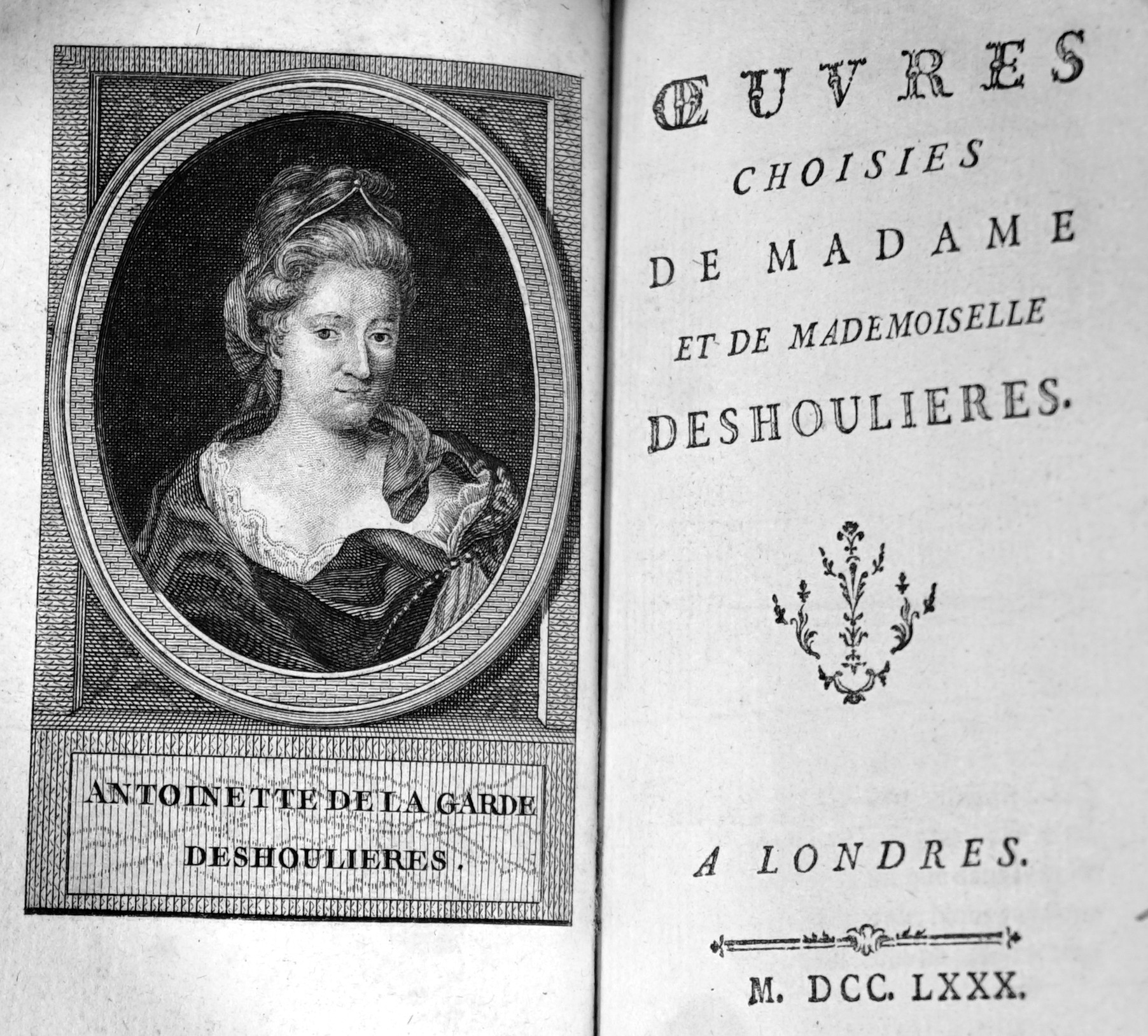
Œuvres de Madame Deshoulières et de Mademoiselle Deshoulières publiés en 1780 par Hubert Cazin.

- Œuvres de Madame Deshoulières et de Mademoiselle Deshoulières. Tome 1 (288 pages)Lire en ligne sur Gallica
- Œuvres de Madame Deshoulières et de Mademoiselle Deshoulières. Nouvelle édition augmentée... Tome 2 (378 pages) Lire en ligne sur Gallica
- Idylle. Les Moutons, Paris, Impr. royale, s.d.
- Poésies, Éd. critique par Sophie Tonolo, Paris, Classiques Garnier, 2010  (ISBN 978-2-8124-0197-8)
- L'Enchantement des chagrins : poésies complètes, Éd. établie et annotée par Catherine Hémon-Fabre et Pierre-Eugène Leroy, Paris, Bartillat, 2005  (ISBN 2-84100-354-X)
- Les Amours de Grisette. Suivis de La Mort de cochon par Mlle. Deshoulières, Paris, Sansot, 1906
- Madame Deshoulières, textes réunis et présentés par Jean-Louis Murat ; dessins de Carmelo Zagari, Saint-Étienne, Cahiers intempestifs, 2001  (ISBN 2-911698-19-3)
- Genséric, tragédie représentée à l'Hôtel de Bourgogne, Paris, C. Barbin, 1680. Édition moderne par Perry Gethner, dans Théâtre de femmes, XVIIe siècle, dir. A. Evain, P. Gethner & H. Goldwyn, vol. 2, Saint-Étienne, Publications de l'université de Saint-Étienne, 2008.
- De rose alors ne reste que l’épine, Poésies 1659-1694, Paris, Gallimard, coll. « Poésie », 2023.